# بوفالو وینگ
بوفالو وینگ (انگلیسی: Buffalo wing) در آشپزی آمریکایی، یک قسمت از بال مرغ غیرسوخاری (کتف یا وسط بال) است که به‌طور کلی سرخ می‌شود و سپس قبل از سرو، سسی شامل سس تند فلفل هندی بر پایه سرکه و کره آب شده به آن می‌زنند یا در آن غوطه‌ور می‌کنند. بوفالو وینگ به‌طور سنتی داغ، همراه با ساقه کرفس و مغز هویج با سس پنیرآبی (یا عمدتاً در خارج از نیویورک با سس رنچ) به عنوان سس غوطه‌ور، سرو می‌شود. بوفالو وینگ اغلب به‌طور ساده «بال»، «بال داغ» یا «بال مرغ» نامیده می‌شود.
بوفالو وینگ در ایالات متحده و خارج از آن محبوبیت زیادی پیدا کرده‌است و برخی از رستوران‌های زنجیره‌ای در آمریکای شمالی آن را به‌عنوان یک بخش منوی اصلی به نمایش می‌گذارند. نام «بوفالو» اکنون به سایر غذاهای سرخ شده ادویه‌دار که با سس‌های غوطه‌ور سرو می‌شوند از جمله بال مرغ بدون استخوان (تهیه شده از گوشت سینه مرغ)، سیب زمینی سرخ شده، ناگت مرغ، مرغ پفکی، میگو و گل کلم نیز گفته می‌شود. همچنین غذاهای دیگری مانند پیتزا را که با سس به سبک بوفالو یا چاشنی طعم بوفالو مزه‌دار می‌شود، می‌توان «بوفالو» توصیف کرد.

## تاریخچه

### خاستگاه
ادعاهای مختلفی در مورد اختراع بوفالو وینگ وجود دارد. یکی از ادعاها این است که بوفالو وینگ برای اولین بار در انکر بار در بوفالو، نیویورک، توسط ترزا بلیسیمو (Teresa Bellissimo)، که مالک بار همراه شوهرش فرانک در سال ۱۹۶۴ بود، تهیه شد. در آن زمان بال مرغ ارزان و نامطلوب بود و در درجه اول برای تهیه آبگوشت یا سوپ استفاده می‌شد.
چندین نسخه دیگر از داستان اختراع بوفالو وینگ توسط خانواده بلیسیمو و دیگران منتشر شده‌است از جمله:
- پس از ورود ناگهانی پسرشان (دومینیک)، در اواخر شب، همراه با چند تن از دوستانش از دانشگاه، ترزا به یک میان‌وعده سریع و آسان برای ارائه به مهمانانش نیاز داشت. پس از آن بود که او به فکر سرخ کردن بال‌های مرغ (که معمولاً تا آن زمان دور ریخته می‌شد یا برای آبگوشت نگهداری می‌شد) افتاد و سپس آنها را در سس تند فلفل هندی انداخت.[۸][۹][۱۱]
- دومینیک بلیسیمو (پسر فرانک و ترزا) در سال ۱۹۸۰ به خبرنگار نیویورکر (کالوین ترلین) گفت: «یک شب جمعه در بار بود و از آنجایی که مردم نوشیدنی زیادی می‌خریدند، او می‌خواسته در نیمه‌شب، زمانی که مشتریان عمدتاً کاتولیک بودند برایشان کاری خوب انجام دهد تا دوباره بتوانند گوشت بخورند» (اشاره به روزهٔ جمعه توسط بعضی از پیروان فرقه کاتولیک). او اظهار داشت که مادرش ایده بوفالو وینگ را مطرح کرده‌است.[۸][۹]
- برای تهیه سس اسپاگتی بار، به جای پشت و گردن خوک، بال‌های مرغ به اشتباه تحویل داده شده‌است. فرانک بلیسیمو می‌گوید در مواجهه با این رویداد غیرمنتظره، از ترزا خواسته‌است تا ابتکاری با آنها انجام دهد.[۸][۹]

اگرچه در مقاله‌ای که در سال ۱۹۶۹ در یک روزنامه محلی در مورد انکر بار منتشر شد، اشاره‌ای به بوفالو وینگ نشده‌است، اما یک رقیب محلی انکر بار، یعنی رستوران داف، شروع به فروش بوفالو وینگ در آن سال کرده‌است.
- ادعای دیگر این است که جان یانگ، که در سال ۱۹۴۸ از آلاباما به بوفالو[۱۴] نقل مکان کرده بود، شروع به سرو بال‌های مرغ برش نخورده به صورت آغشته به پودر سوخاری، سرخ شده و با سس گوجه‌فرنگی مخصوص خودش (سس مامبو) در رستوران بوفالوی خودش در سال ۱۹۶۱ کرده‌است.[۱۵] قبل از افتتاح رستورانش با بوکسوری که به آن شهر سفر کرده بود گفت‌وگو کرد و یانگ در مصاحبه‌ای بعداً اظهار کرد: «او به من گفت که رستورانی در واشینگتن دی سی وجود دارد که تجارت خوبی با بال‌ها انجام می‌دهد و من تصمیم گرفتم این کار را تخصصی کنم.»[۱۵] یانگ در همان مصاحبه اظهار داشت که انکر بار تا سال ۱۹۷۴ بالهای بوفالو را به عنوان یک آیتم منوی معمولی ارائه نمی‌کرد.[۱۵] او قبل از ترک منطقه بوفالو در سال ۱۹۷۰، نام رستوران خود را به عنوان «جان یانگ وینگز اند تینگز» در دادگاه شهرستان ثبت کرد.[۸][۹][۱۶] در سال ۲۰۱۳، در جشنواره ملی بوفالو وینگ، که در بوفالوی نیویورک برگزار شد، زمانی که جان یانگ به تالار ملی شعله بوفالو وینگ جشنواره راه یافت، از کمک‌های او قدردانی شد.[۱۷]

## طرز تهیه

### مرغ
بال‌های مرغی که برای بوفالو وینگ استفاده می‌شوند معمولاً به سه قسمت تقسیم می‌شوند: کتف، وسط‌بال، و ته‌بال، که آخرین آن معمولاً دور انداخته می‌شود، اگرچه برخی رستوران‌ها بوفالو وینگ را با قسمت آخری که هنوز به وسط‌بال متصل است سرو می‌کنند. به‌طور سنتی، بال‌ها را بدون پودر سوخاری در روغن سرخ می‌کنند، تا زمانی که خوب قهوه ای شوند.

### سس
سس تند بر پایه فلفل کاین (فلفل هندی)، کره ذوب شده و سرکه، پایه استاندارد سس بوفالو وینگ هستند که ممکن است ملایم، متوسط یا تند تهیه شود. سایر مواد نیز اگرچه کمتر غالب هستند، اما می‌توانند رایج باشند، مانند سس ووسترشر و پودر سیر. سس‌های بال آماده مصرف تجاری با سطوح مختلف تندی درست می‌شوند. بال‌های مرغ پخته شده را در ظرف یا قابلمه‌ای گذاشته و تکان داده تا بال‌ها کاملاً در سس پوشیده شوند.

### نحوه سرو

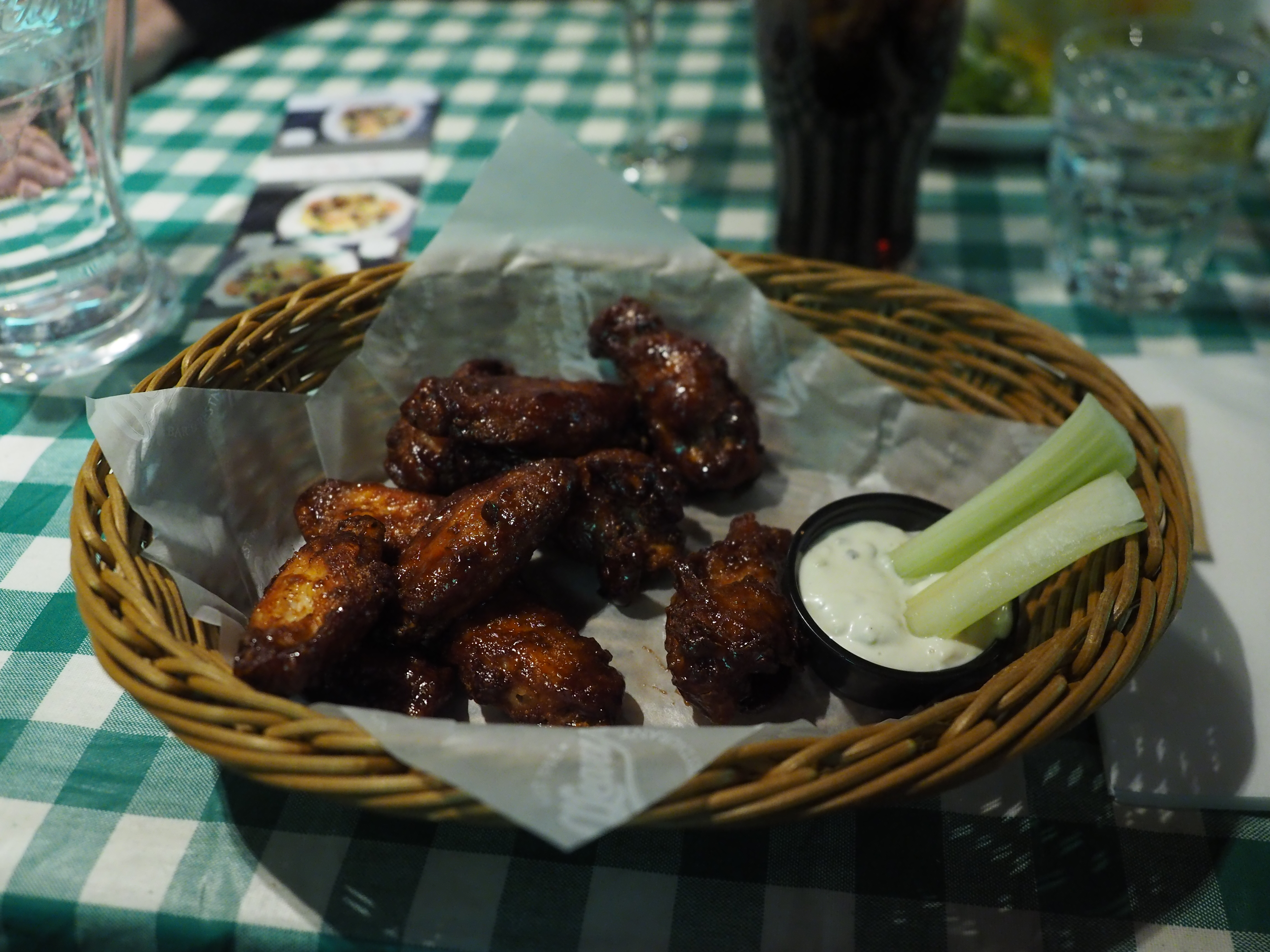
بال‌های بوفالو با دیپ سیر و کرفس به همراه یک لیوان کوکا کولا.

به‌طور سنتی، بوفالو وینگ با تکه‌های کوچک ساقهٔ کرفس (که گاهی با هویج اطلس یا مغز هویج همراه می‌شود) و سس غوطه‌ور پنیر رگه‌آبی سرو می‌شود. با این حال، سس رنچ، محبوب‌ترین سس بال در ایالات متحده است. این موارد نه تنها به عنوان یک سس غوطه‌ور شناخته می‌شوند، بلکه به عنوان یک عنصر خنک‌کننده مخصوصاً برای کسانی که بال‌های تند می‌خورند، عمل می‌کنند، زیرا محتوای چربی سس‌های غوطه ور به عنوان یک حلال عمل می‌کند و کپسایسین آب‌گریز را هنگام بلع از بین می‌برد، که در غیر این صورت به زبان می‌چسبد و احساس سوزش را حفظ می‌کند.